# Royaume de Hongrie (1920-1946)
Pour un article plus général, voir Royaume de Hongrie.
1er mars 1920 – 1er février 1946
(25 ans et 11 mois)
Entités précédentes :
- République de Hongrie (1920)
- République tchécoslovaque (1938)
- République de Transcarpatie (1939)
- Slovaquie (1939)
- Royaume de Roumanie (1940)
- Royaume de Yougoslavie (1941)

Entités suivantes :
- République de Hongrie (1946)
- Royaume de Roumanie (1944)
- République tchécoslovaque (1945)
- République fédérative populaire de Yougoslavie (1945)
  -  État fédéral de Serbie
  -  État fédéral de Slovénie

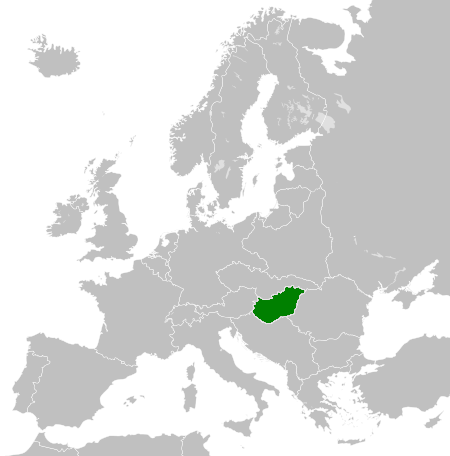
Localisation du royaume de Hongrie (en vert) en Europe pendant l'entre-deux-guerres.

Le royaume de Hongrie, ou la régence de Hongrie, désigne, de 1920 à 1946, le régime politique officiellement en vigueur en Hongrie. Restauré après une brève période républicaine où se succèdent la République démocratique hongroise et une république conseilliste, la république des conseils de Hongrie (milieu de 1919), le royaume n'a, durant cette période, de monarchique que le nom. En effet, la déchéance des Habsbourg-Lorraine a privé le royaume de souverain pendant toute la période.
Jusqu'à la fin de la Première Guerre mondiale, la Hongrie avait pour souverain l'empereur d'Autriche, dans le cadre de la double monarchie austro-hongroise. Aussitôt après l'armistice du 11 novembre 1918, le roi Charles, dernier roi de Hongrie, annonce son retrait des affaires publiques, ouvrant une période d'instabilité politique et de quasi-guerre civile. L'amiral Horthy entre dans Budapest le 16 novembre 1919 avec ses troupes ; la Diète le nomme ensuite aux fonctions de régent du royaume, après avoir rejeté les prétentions de Charles. Celui-ci fait une tentative militaire de prise de pouvoir, mais échoue, et est contraint à l'exil.
Horthy met en place un régime autoritaire et conservateur ; bien que les apparences de la démocratie soient conservées, avec notamment la présence à la Diète d'une opposition, il n'y a en réalité aucune alternance politique, Horthy dirige le pays en souverain, faisant et défaisant les gouvernements et maintenant la domination de l'aristocratie et du clergé sur le pays.
Menant une politique de révision des traités de paix de 1919, Horthy se rapproche de plus en plus du IIIe Reich. Engagé dans le conflit contre l'Union soviétique, le royaume est menacé par l'Armée rouge à partir de l'automne 1944. Souhaitant faire sortir son pays du conflit depuis les défaites hongroises sur le front de l'Est, Horthy est cependant contraint d'accepter l'entrée des troupes allemandes en Hongrie en mars 1944 ; le 16 octobre suivant, à l'issue d'un coup de main allemand à Budapest, il est forcé d'abdiquer et de laisser le pouvoir à Ferenc Szálasi, chef du parti des Croix fléchées, partisan inconditionnel d'Hitler. Le 3 novembre, Ferenc Szálasi est proclamé « chef de la nation », mais ne peut stabiliser la situation militaire. Le royaume devient alors un champ de bataille, évacué par les Allemands le 4 avril 1945.

## La sortie du conflit
Entrée dans le premier conflit mondial en vertu de son appartenance à l'Autriche-Hongrie dont le principal allié est le Reich allemand, la Hongrie se trouve indépendante avec la dislocation de l'Autriche-Hongrie au début du mois de novembre 1918, mais avec un territoire indéfini car simultanément, les Slovaques, les Croates et les Roumains se déclarent, eux aussi, indépendants dans les territoires où ils sont majoritaires. Dès l'armistice de novembre 1918, une commission internationale (la commission Lord) présidée par des géographes tels Robert Seton-Watson ou Emmanuel de Martonne, ou encore l'historien Ernest Denis[source insuffisante][réf. souhaitée], commence à tracer des frontières de facto entre ces territoires, avant même qu'un traité les officialise de jure. Traitée en pays vaincu, la Hongrie ne bénéficie pas comme ses adversaires du droit des peuples à disposer d'eux-mêmes et ces nouvelles frontières n'englobent désormais plus que deux Hongrois sur trois, le restant se trouvant désormais en minorité (mais localement majoritaires dans plusieurs régions) en Tchécoslovaquie, Roumanie ou Yougoslavie. En 1920, le Traité de Trianon vient officialiser ces clauses particulièrement dures pour le pays.
L'exécution des clauses du Traité de paix est confiée à une commission internationale confiée aux États successeurs de l'Autriche-Hongrie.

### Les pertes territoriales
Le découpage territorial avantage les pays Alliés de la Petite Entente (Tchécoslovaquie, Roumanie et Yougoslavie) : par rapport à ses frontières d'avant-guerre, le territoire hongrois passe d'une superficie de 290 000 à 93 000 km2.
Pál Teleki, le principal négociateur du traité de paix devient premier ministre. Géographe reconnu par ses pairs, il discute pied à pied les clauses territoriales, appuyé sur une abondante documentation, notamment sa fameuse carte rouge,, critiquée par la commission Lord en raison de son rendu graphique très voyant qui donne l'impression que les Magyars sont largement majoritaires dans la Grande Hongrie.

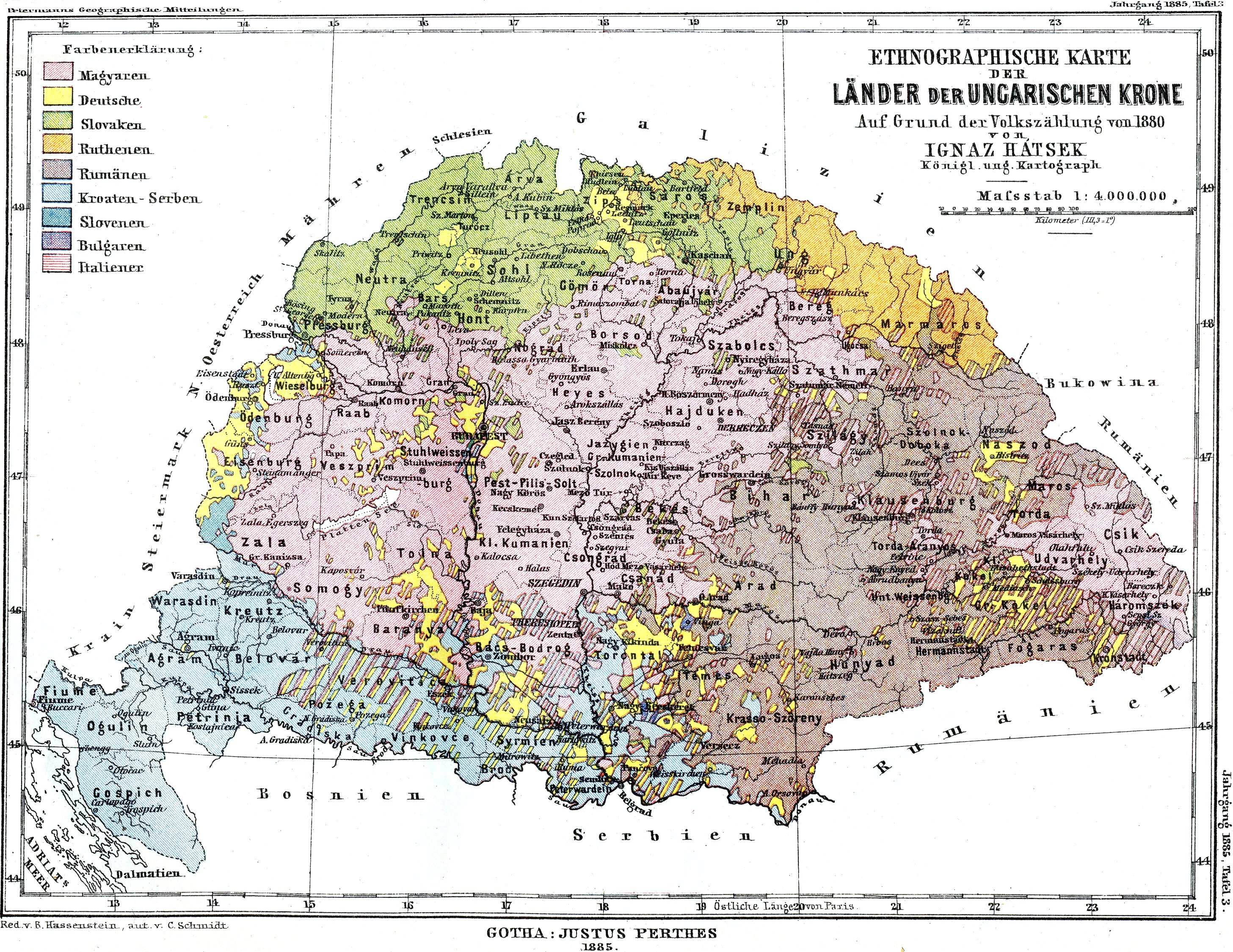
Carte ethnographique du royaume de Hongrie en 1880.
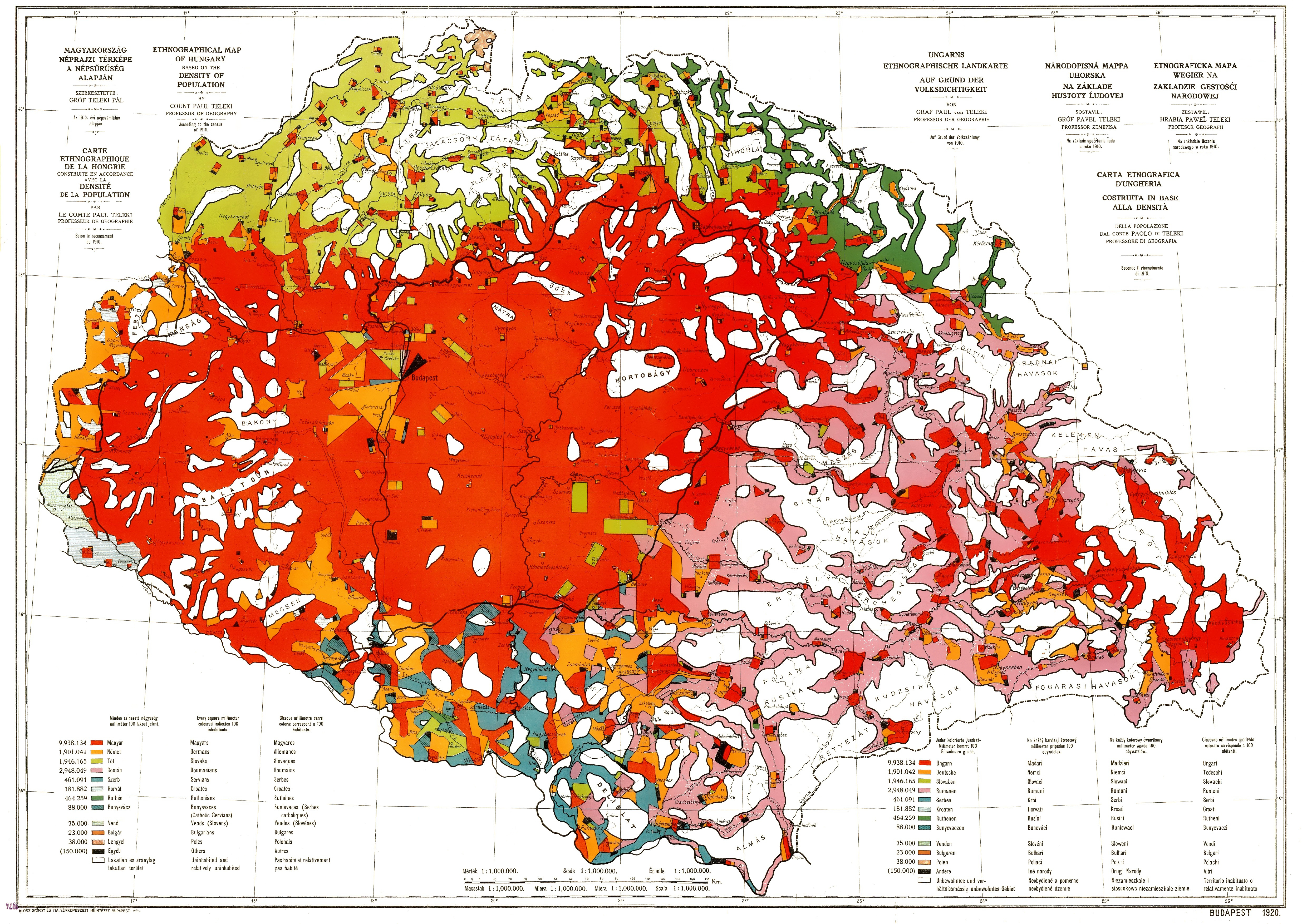
La « carte rouge » de Pál Teleki (1920) représente la répartition ethnique des Magyars dans la plaine danubienne, par un rendu graphique qui les avantage.
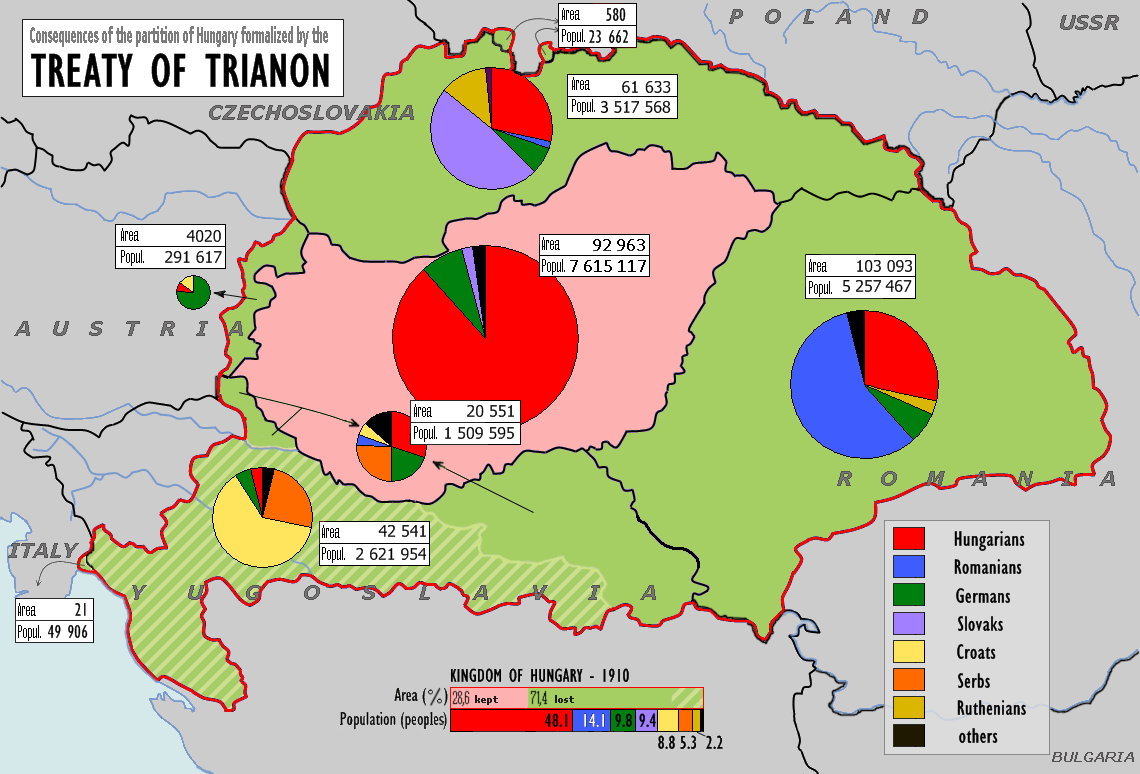
Les conséquences territoriales du Traité de Trianon sur la composition ethnique.

À l'issue de ces négociations, le royaume perd les deux tiers de son territoire, son accès à la mer et les trois quarts de sa population : plus de 23 millions d'habitants, dont 3 millions de Magyars.

### Les clauses militaires

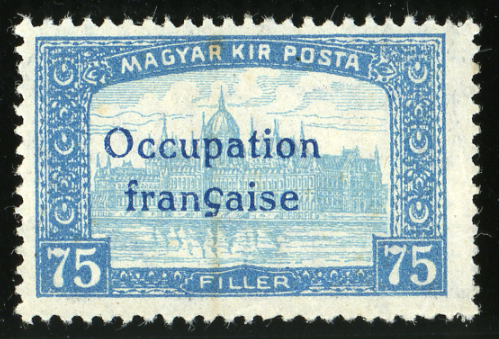
Timbre hongrois surchargé Occupation française cacheté à Arad en 1919.

Comme tous les autres vaincus du conflit, le royaume se voit interdire la reconstitution de son armée.
L'armée royale hongroise est alors limitée à un effectif de 35 000 soldats, et son activité est contrôlée par une commission alliée. Elle se trouve privée de moyens modernes de défense, notamment d'armée de l'air, de défense anti-aérienne, de chars d'assaut et d'artillerie lourde.
Comme le Reich, les responsables militaires du royaume tentent à partir de 1929, date de la fin du contrôle allié sur la politique militaire et budgétaire du pays, de contourner les interdictions nées en 1920 par une politique de réarmement clandestin.

### Des conditions économiques particulières
Ayant vécu tout au long du XIXe siècle dans le cadre d'une union économique avec l'Autriche, la Hongrie de 1919 fait l'objet de toutes les attentions françaises, qui tentent de reconstituer une union économique danubienne, détruite en 1918 par l'éclatement de la double-monarchie. Cependant, de multiples oppositions, notamment hongroises, aboutissent à l'échec définitif du projet en 1921.

### Tentatives de restauration
En 1921, à la faveur de l'instabilité politique du royaume restauré, Charles IV, le dernier roi de Hongrie, tente à deux reprises de reconquérir son trône perdu en 1918.
Ainsi, au printemps 1921, Charles IV, alors exilé en Suisse, tente de s'emparer du trône : il débarque le 27 mars à Szombathely. Mais il se voit refuser tout encouragement par le Saint-Siège, ancien soutien de la double-monarchie et par Horthy, au terme d'un entretien avec l'ancien monarque, le 27 mars entretien au cours duquel l'ancien roi se targue du soutien d'Aristide Briand, alors ministre français des Affaires étrangères. En effet, ceux-ci considèrent que la restauration des Habsbourg se heurterait à l'opposition des Alliés et de la Petite Entente, alors susceptible d'envahir la Hongrie. Le 5 avril, le roi déchu quitte la Hongrie pour la Suisse, prête à accueillir le souverain déchu.
En octobre, le roi déchu tente une seconde fois de reconquérir son trône, sans rencontrer davantage de succès : il débarque en Hongrie, marche sur Budapest entouré de ses partisans. Revenu dans le royaume le 20 octobre 1921, il est arrêté dans sa marche par les troupes fidèles au régent, tandis que les Tchécoslovaques et les Yougoslaves mobilisent leurs troupes en vue d'une intervention. Face à ce déploiement de forces, encouragé en sous-main par la France, le roi déchu doit rapidement céder face aux pressions alliés. en incitant les États successeurs à davantage de méfiance à l'égard du royaume.

### La question institutionnelle en Hongrie 1918-1921

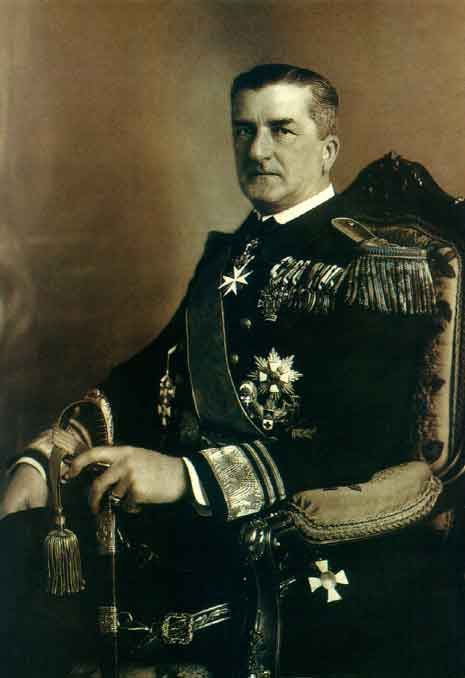
Miklós Horthy, amiral désormais sans flotte, mais de fait chef de l'État.

À l'issue de la Première Guerre mondiale, l'Autriche-Hongrie se disloque : Charles Ier d'Autriche, pour tenter de sauver la monarchie hongroise, nomme l'archiduc Joseph-Auguste de Habsbourg-Lorraine « homme du roi » en Hongrie. Mais dès le 30 octobre 1918, la révolution des Asters porte au pouvoir le comte Mihály Károlyi, qui proclame le 16 novembre suivant la République démocratique hongroise. En mars 1919, les communistes, alliés aux sociaux-démocrates, prennent le pouvoir et établissent la République des conseils de Hongrie, avec Béla Kun comme principal dirigeant. Un gouvernement contre-révolutionnaire, dirigé par Gyula Károlyi puis par Dezső Pattantyús-Ábrahám (en), est mis en place dans le sud du pays. Le régime communiste met en œuvre une politique de terreur rouge mais s'écroule dès le mois d'août 1919 face à l'avancée des troupes serbes, roumaines et françaises de Louis Franchet d'Espèrey.
Gyula Peidl, dernier chef du gouvernement de la République des conseils, est renversé le 6 août : le monarchiste István Friedrich devient premier ministre tandis que l'archiduc Joseph-Auguste, mis en résidence surveillée par les communistes, est libéré et restauré. Cependant, devant l'hostilité de l'Entente qui ne reconnaît ni la régence ni le gouvernement Friedrich, l'archiduc renonce à ses fonctions dès le 23 août. Avec le retrait des Serbo-Franco-Roumains, Miklós Horthy, devenu ministre de la guerre du gouvernement contre-révolutionnaire, fait son entrée dans Budapest le 16 novembre 1919, à la tête de ses troupes. L'intérim à la tête de l'État est assuré par le chef du gouvernement Károly Huszár.
À l'issue des deux tentatives de restauration de la dynastie, menée par le souverain déchu, au printemps, puis à l'automne 1921, le parlement de Budapest adopte, le 7 novembre 1921, la loi dite loi de détrônement, proclamant la déchéance officielle de la dynastie des Habsbourg et redonnant au royaume de Hongrie son caractère de monarchie élective.

## Un royaume sans roi

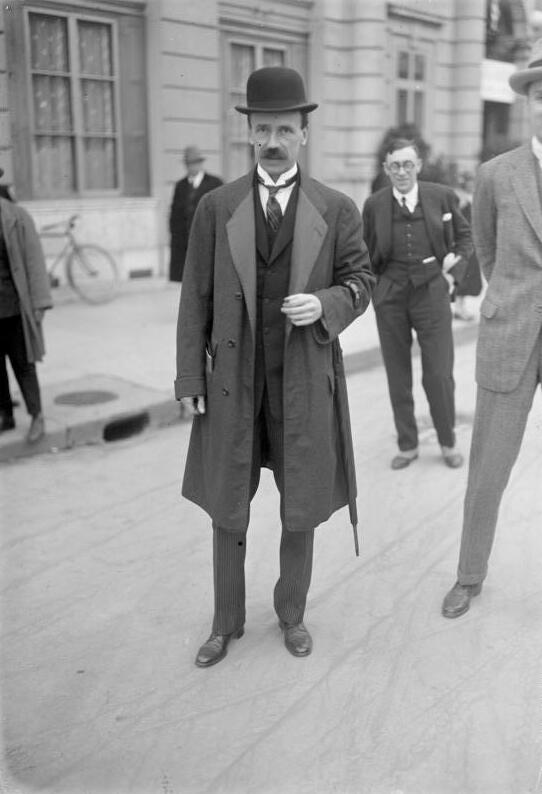
István Bethlen, premier ministre de 1921 à 1931.

### La régence de Horthy
Le 1er mars 1920, une assemblée générale, élue au mois de janvier précédent, abolit la république, rétablit la monarchie et ne rappelle pas le roi mais élit, pour le remplacer, un régent, Miklós Horthy, ancien amiral de la marine austro-hongroise devenu chef de l'armée nationale à peine sortie de la guerre civile contre les communistes. Cécile Vrain, journaliste et universitaire, souligne ainsi que « la Hongrie était un royaume sans roi, dirigé par un amiral, sans mer ».
István Bethlen devient premier ministre en 1921, mais le pouvoir doit affronter une nouvelle crise en octobre quand le roi Charles tente un coup de force. L'ancien roi proclame un gouvernement provisoire mais sa manœuvre échoue et il doit repartir en exil. Le 5 novembre, une loi proclame la déchéance définitive des Habsbourg, tout en conservant la monarchie comme forme officielle de gouvernement : la Hongrie devient, de manière définitive, un royaume sans monarque (d'où le titre de régent), conforment aux souhaits des Alliés.
Le régime de Horthy mène une politique autoritaire. Le royaume de Hongrie sous la régence n'est pas de nature fasciste comme celui d'Italie sous Benito Mussolini : il maintient le régime parlementaire et une sorte d'État de droit. Ce régime, parfois qualifié de « semi-dictature », est de tonalité antidémocratique, nationaliste et favorable à l'aristocratie. Les campagnes sont étroitement surveillées par la gendarmerie et les structures sociales rurales restent immuables dans un pays où l'agriculture reste prépondérante. Le royaume connaît une vie parlementaire et des élections libres sont tenues, bien que leur régularité ne soit pas toujours garantie : le mode de scrutin exclut pratiquement l'alternance démocratique. L'aristocratie, qui domine l'armée et la classe politique, et les propriétaires terriens sont les principaux appuis sociaux du régime La politique du régime comporte en outre de nets aspects antisémites. Un numerus clausus limite l'accès des Juifs à l'Université.
Les pouvoirs du régent Horthy, pis-aller aux yeux des monarchistes, nombreux dans l'aristocratie, sont de même nature que ceux du roi de Hongrie : il a toute latitude pour dissoudre le parlement et nommer le chef du gouvernement. Amiral sans flotte et régent d'un royaume sans monarque, il ne tolère ni satire ni critique et s'entoure d'un cérémonial de cour, pâle reflet de la cour impériale de Vienne, selon lequel il s'attache à recevoir fastueusement les dignitaires étrangers.

### Un État croupion
En 1930, le royaume compte 8 688 000 habitants ; la population est précisément connue, notamment en raison de la recherche statistique mise en place à partir de 1867, et qui se poursuit par delà les soubresauts politiques; ainsi, en 1930, le royaume compte 92 % de Magyars et 5,5 % d'Allemands. Les deux tiers de la population sont catholiques, 27 % protestants (comme l'amiral Horthy lui-même), 2,8 % uniates et orthodoxes et 5,1 % juifs. 3 227 000 Magyars vivent dans les pays voisins. L'agriculture occupe près de la moitié de la population active, l'industrie et les mines à peu près le quart. Budapest compte un million d'habitants. Malgré des efforts d'industrialisation, la performance économique de la Hongrie demeure l'une des plus faibles d'Europe, du fait notamment de l'état médiocre de l'agriculture. Dans les années 1930, le revenu moyen par habitant équivaut à environ 70 % de la moyenne européenne.
Bethlen obtient l'entrée de la Hongrie à la Société des Nations et milite pour la révision du traité de Trianon : ce « révisionnisme », également qualifié d'irrédentisme, est l'un des principaux courants de la vie politique hongroise, comptant également parmi ses champions l'ancien premier ministre Pál Teleki.

### Gömbös et le virage à droite (1932-1936)
La Grande Dépression qui se manifeste par une baisse de niveau de vie, entraîne la forte progression de l'extrême-droite dans la vie politique. Elle provoque également le départ de Bethlen souhaité tant par les sociaux-démocrates que par l'extrême-droite.
En 1932, le Régent Miklós Horthy nomme Gyula Gömbös premier ministre. Ce dernier infléchit la politique de la Hongrie vers une coopération plus étroite avec l'Allemagne tout en conduisant une politique de Magyarisation vis-à-vis des minorités ethniques qui peuplaient encore la Hongrie,; en dépit de malentendus sur les ambitions des deux partenaires, allemand et hongrois, le rapprochement se confirme dans les années suivantes. Le traité économique que Gömbös signe avec le Reich sort la Hongrie de la grande dépression, mais la rend complètement dépendante de l'Allemagne, tant sur le plan des matières premières que des marchés à l'exportation.
Dans le même temps, la répression vis-à-vis des communistes s’accroît : 2 communistes sont exécutés en 1932, ce qui n'empêche pas la reconnaissance de l'URSS par le royaume en 1934.
Gömbös appelle de ses vœux un certain nombre de réformes : un système de Parti unique, la révision du Traité de Trianon et le retrait de la Hongrie de la SDN. Cependant, le parlement dominé par une majorité de partisans de István Bethlen et la pression des créanciers de la Hongrie l'empêchent de réaliser son programme et le poussent à mettre en œuvre une politique économique et financière relativement conventionnelle pour faire face à la crise. Aux élections de 1935, le Parti ultra-nationaliste de l'Unité nationale remporte 170 sièges sur 245, laissant 25 sièges au Parti des petits propriétaires, 14 aux Chrétiens sociaux, 11 au Parti social-démocrate et quelques miettes aux libéraux et à la droite « classique ». Cette majorité plus confortable permet à Gömbös de placer ses partisans dans les ministères-clé. En septembre 1936, il informe les Allemands de son intention de mettre en place en Hongrie un régime à parti unique, similaire à celui des Nazis, mais il meurt en octobre, avant d'avoir pu réaliser ses projets.

### Vie politique
À partir de 1920, la Hongrie s'oriente vers un régime semi-parlementaire, où le premier ministre conservateur István Bethlen joue un rôle de premier plan. Les électeurs peuvent envoyer des représentants aux deux chambres, « basse » et « haute », mais le suffrage est censitaire et uniquement masculin. La politique de Bethlen est un mélange d'ultra-conservatisme et de libéralisme : la franc-maçonnerie demeure interdite, mais le numerus clausus à l'égard des Juifs, mis en place en 1919 pour l'accès aux études supérieures, est atténué et une relative liberté de presse est garantie. Le Parti social-démocrate hongrois, pourtant lié au régime de la République des conseils, est à nouveau autorisé. Le Parti communiste de Hongrie demeure par contre interdit et ses militants clandestins sont emprisonnés, parfois condamnés à mort (deux cas ; la terreur rouge avait fait des centaines de victimes). La radio hongroise, qui commence ses émissions en 1925, bénéficie d'une réelle liberté de parole.
Pour élire les représentants à la chambre basse, des élections sont organisées tous les quatre ans, en 1927, 1931, 1935 et 1939. Lors des élections législatives de 1935, un parti fasciste, les Croix fléchées, créé par Ferenc Szálasi, apparaît dans le champ politique. Kálmán Darányi, le successeur de Gömbös donne des gages à la fois aux Nazis et aux Hongrois antisémites en promulguant les premières « Lois Juives » qui instaurent des quotas limitant le nombre des Juifs à 20 % dans certaines professions, mais ces lois sont considérées comme insuffisantes par les Nazis et les Hongrois les plus extrémistes, et lorsque Darányi démissionne en mai 1938, il est remplacé par Béla Imrédy.
Les démarches d'Imrédy pour améliorer les relations diplomatiques avec le Royaume-Uni sont très mal vues par l'Allemagne et l'Italie. Mis en garde par l'annexion de l'Autriche par l'Allemagne (Anschluss), Imrédy réalise qu'il ne peut pas prendre le risque de s'aliéner l'Allemagne et l'Italie et dans le courant de l'automne 1938, sa politique étrangère prend un tournant pro-allemand et pro-italien[réf. incomplète]
Afin d'asseoir son pouvoir sur la droite hongroise, Imrédy stoppe la montée et la puissance des Croix Fléchées et dissout leur parti, mais il propose une réorientation politique sur des bases totalitaires et prépare un projet de nouvelles lois anti-juives plus sévères que les premières. Les adversaires d'Imrédy obtiennent alors sa démission en février 1939 en dévoilant des documents qui prouvent que son grand-père était Juif, mais le nouveau gouvernement dirigé par Pál Teleki approuve les Secondes lois juives qui diminuent les quotas de Juifs autorisés dans les diverses professions. Les nouvelles lois définissent les Juifs comme une race et non plus comme une simple religion. Les Juifs qui s'étaient convertis au christianisme sont donc concernés par le statut juif.
Aux élections de juin 1939, l'opinion publique hongroise opère un tel glissement vers l'extrême droite que les électeurs placent le Parti des Croix fléchées en seconde place. Dans le même temps, le gouvernement exerce au fil des années un contrôle de plus en plus autoritaire sur la population

### Vers l'alliance avec l'Allemagne
La crise de 1929 pousse le pays à s'intégrer au système économique développé par le Reich, reprenant les grandes lignes de celui mis en place par le Reich alors impérial en Europe centrale.
Dès le retour du Reich dans la vie internationale, à partir de 1933, des accords commerciaux bilatéraux sont conclus avec le Reich, matérialisant ce retour sur la scène centre-européenne. Le royaume, constamment en quête de devises, livre au Reich, dans le cadre d'accords commerciaux conclus sur la base du clearing, ses matières premières en échanges des productions manufacturées allemandes. Dans les années qui précèdent l'Anschluss, la politique hongroise est totalement sous le contrôle du Reich, le royaume refusant encore en 1936 un accord économique avec la Tchécoslovaquie.
À partir de l'Anschluss des 12-13 mars 1938, le Reich allemand devient la puissance dominante dans la région, mais c'est en partie par intérêt nationaliste que la Hongrie pratique un alignement sur la politique allemande, le Reich devenant le principal partenaire économique de la Hongrie après l'absorption de l'Autriche, 44 % du commerce extérieur du royaume étant à destination ou en provenance du Reich.
La Hongrie s'appuie en effet sur le Reich pour vider progressivement le traité du Trianon de sa substance. En 1938, le royaume dénonce ouvertement les clauses du traité qui limitait les effectifs de l'armée. Hitler fait alors des promesses de restituer les territoires perdus. En effet, principale puissance révisionniste en Europe, le Reich connaît à partir de la seconde moitié des années 1930 une influence grandissante dans la péninsule balkanique, le royaume de Hongrie, cherchant à recouvrer une partie des territoires perdus en 1920, s'allie ainsi avec le Reich.
De plus, le chancelier allemand use de menaces d'interventions militaires et de pressions économiques pour encourager les Hongrois à soutenir la politique nazie, notamment les mesures d'exclusion vis-à-vis des Juifs.
Cependant, cette alliance équivoque est gérée par les diplomates hongrois avec précaution, les responsables du royaume tempérant leurs ambitions territoriales face aux appétits politiques et économiques du Reich.

## Un régime antisémite

### Terreur blanche en 1919
Une politique de terreur blanche, féroce, est menée dans le pays à la suite du renversement de la République des Conseils; des unités paramilitaires se réclamant de Horthy s'en prennent de manière arbitraire aux révolutionnaires réels ou supposés, aux étudiants et à leurs professeurs, ainsi qu'aux Juifs, assimilés aux communistes. La Hongrie connaît alors une intense période de répression politique et de violences antisémites, sur laquelle Horthy, devenu l'homme fort du régime, ferme les yeux, soutenu en cela par le clergé catholique.
Le 24 septembre 1920, une loi définit une politique de discrimination des Juifs du royaume : fixation d'un numérus clausus dans les universités, interdiction du droit de vote.

### Un politique renforcée dans les années 1930
L'antisémitisme connaît un nouvel essor dans le pays à la faveur de la crise économique mondiale, certains hommes politiques du royaume affirmant souhaiter connaître le taux de « pénétration du sang juif » au sein du peuple magyar.
De plus, à partir de l'arrivée de Hitler au pouvoir, les hommes politiques qui se succèdent à la tête du royaume se servent de la législation discriminatoire à l'égard des Juifs pour faire entrer la Hongrie dans le bonnes grâces du nouveau pouvoir de Berlin. Ainsi, la loi du 29 mai 1938, précisant et restreignant la loi de 1920, fixant le numérus clausus à 20 % de Juifs dans certaines professions, est promulguée dans le contexte de la crise des Sudètes; une seconde loi est présentée au régent alors que la diplomatie du royaume précise ses appétits en Transylvanie, la troisième, en 1940, est soumise alors que les ambitions hongroises s'affirment au détriment de la Yougoslavie.

### Seconde Guerre mondiale
En juillet 1941, le gouvernement hongrois déporte vers le Reichskommissariat de l'Ukraine, occupée par les Allemands, quelque 180 000 Juifs de Ruthénie subcarpathique annexée aux dépens de la Tchécoslovaquie en 1939 et 150 000 de Transylvanie du Nord annexée en 1940. 23 600 d'entre eux sont assassinés par des détachements d'Einsatzgruppen à Kamenets-Podolski.
En août 1941, László Bardossy promulgue la « Troisième loi juive » qui interdit le mariage et les relations sexuelles entre Juifs et non-Juifs. Six mois après le premier assassinat de masse de Kamenets-Podolski, en représailles d'actes de résistance, les troupes hongroises massacrent 3 000 otages serbes et juifs en Yougoslavie, près de Novi Sad. Les pogroms menés par les forces hongroises dans les territoires annexés aux dépens de la Tchécoslovaquie, de la Roumanie et de la Yougoslavie choquent l'opinion publique hongroise, obligeant Kallay à diligenter une enquête.
À partir de 1942, les mesures d'aryanisation économique s'intensifient : 450 000 hectares de forêts sont ainsi expropriés cette année au profit de l'État et des grands propriétaires, en dépit des objectifs affichés,. En janvier 1943, toutes les entreprises possédées par les Juifs de Hongrie ont été confiées à des citoyens hongrois non juifs.
L'occupation du royaume par la Wehrmacht, au mois de mars 1944, renforce davantage encore la politique antisémite menée par le régime. Dès le 12 mars, un « conseil juif » est mis en place, et le 7 avril, l’étoile jaune, préalable aux déportations, est rendue obligatoire, à l'instigation d'Eichmann : en province, notamment en Ruthénie, rapidement des rafles sont effectuées et les Juifs sont regroupés dans des ghettos. En avril, les Juifs ne peuvent plus posséder ni bureaux, ni entrepôts. En outre, dès le mois de mai, les Juifs des provinces sont rapidement déportés vers Auschwitz ; ils sont tous gazés à leur arrivée, des déportés ont laissé des souvenirs de la crémation des corps.
Mais le 8 juillet 1944, Horthy, soumis à une forte pression nationale et internationale, sans doute influencé par le contexte international (en Ruthénie, l'Armée rouge est aux portes du royaume depuis mars 1944), mais aussi, peut-être parce qu'il se sent plus concerné par le sort des Juifs de Budapest, assimilés, que par celui des Juifs de province, décide de stopper les déportations. Il reste à ce moment-là 230 000 Juifs à Budapest. La moitié sera sauvée en grande partie grâce à ce sursaut d'honneur ou de peur (voire des deux) de la part du régent. Cependant, les déportations continuent, plus discrètes, moins visibles jusqu'au lendemain.

## Économie et société
Vivant dans un État fortement diminué, les habitants du royaume de Hongrie évoluent au sein d'une société inégalitaire, où le rôle des anciennes élites, notamment l'aristocratie, reste prépondérant. Cette inégalité se manifeste principalement par l'accaparement de 30 % du revenu national par 52 000 personnes, soit 0,6 % de la population du royaume.

### Une économie affaiblie
L'économie du royaume est fondamentalement touchée par la fin de l'union douanière de 1867 avec l'Autriche.
Ainsi, les échanges avec les nouveaux États issus de la monarchie danubienne sont empreints de suspicion, l'union monétaire mise en place en 1867 perdurant pendant quelques années après la fin du conflit ; cependant, à la suite de la politique économique tchécoslovaque, le royaume fait estampiller les billets de banque issus de cette union encore en circulation,.
Ainsi, dans le domaine des chemins de fer, le royaume hérite d'un parc ferroviaire largement surexploité par les exigences d'une guerre sur deux fronts, amoindri par les réquisitions roumaines lors de l'intervention franco-serbo-roumaine de 1919. De plus, jusqu'en 1920, les convois ferroviaires ne peuvent franchir une frontière que sur la base d'un échange à l'identique, puis les conditions sont simplifiées, notamment en raison de la mise en place de marquages nationaux spécifiques.

### Une société fortement inégalitaire
Divisée en différentes strates, la noblesse hongroise conserve sa prééminence dans la société. En effet, en 1930, la noblesse hongroise reste propriétaire de 30 % des terres dans le pays.
Cette prééminence se manifeste surtout par le contrôle de l'appareil d'État et par les largesses dont les aristocrates bénéficient de la part du régime mis en place de façon définitive en 1920. Les principales familles aristocratiques, possessionnées en Slovaquie, en Transylvanie ou dans le Banat se voient indemnisés par l'État ou se font remettre de vastes étendues de terre, préalablement rachetées par l'État.
Cette prééminence est battue en brêche dans les années 1930, lorsque des représentants des élites économiques prennent les rênes du gouvernement.
Dans le même temps, le maintien du contrôle magyar sur le clergé catholique garantit le maintien de structures foncières d'ancien régime.

### Politique sociale
Dès les premières lois antijuives, le gouvernement de Budapest tente de faire financer sa politique de soutien économique aux ouvriers et aux employés par la prédation des biens juifs.
Ainsi, rapidement après le lancement des déportations, les biens juifs sont occupés par des Hongrois, encouragés par le gouvernement. En juillet 1944, est ainsi mis en place un système d'assurances sociales financées par les expropriations de biens juifs.

## Nostalgie de la Grande Hongrie
État vaincu à l'issue du premier conflit mondial, suspecté par ses voisins tchécoslovaques, roumains et Yougoslaves de vouloir reconquérir ses territoires, l'État hongrois subit en 1918-1919 des soubresauts politiques importants, aboutissant au rétablissement de la monarchie en 1919, sous la forme d'une régence, ce dernier ayant hérité de la majeure partie des prérogatives du roi de Hongrie et doit accepter une paix de défaite en 1920.
Menée par une aristocratie dont c'est le domaine réservé, appuyée sur la présence de minorités magyares dans tous les États limitrophes du royaume, la diplomatie du royaume s'attache à restaurer la grandeur passée du royaume de Hongrie.

### Le révisionnisme hongrois
Ayant signé une paix de défaite en 1920, le royaume mène alors, dès la signature du traité de paix, une politique visant à recouvrer tout ou partie des territoires ayant dépendu du royaume de Hongrie, tel qu'il existait entre 1867 et 1918. Ainsi, dès la signature du traité de paix en 1920, et jusqu'à la conquête soviétique en 1945, les gouvernements hongrois successifs mettent en œuvre tout un discours afin de justifier les prétentions hongroises sur des territoires ayant appartenu à la « Grande Hongrie ».
Aspirant à recouvrer les frontières de 1867, mais conscients de l'impossibilité de reconquérir tous les anciens territoires hongrois par la guerre, les responsables politiques du royaume utilisent des arguments puisés dans la recherche historique, ethnographique, économique, géographique et stratégique afin de justifier leurs revendications. Une intense propagande est ainsi encouragée par le gouvernement de Budapest, mettant en scène la complémentarité du royaume avec les territoires perdus en 1919-1920 : cartes postales, argumentaires historiques,, géographiques,.
Dès la signature des traités de paix, le gouvernement hongrois, massivement soutenu par la hiérarchie ecclésiastique, tente de recouvrer une partie des territoires perdus en 1918-1920 : ainsi, le gouvernement en place à Budapest renonce à l'offre française de constitution d'une union douanière avec ses voisins, pour ne pas renoncer aux territoires perdus en 1919. De même, à la faveur de la guerre soviéto-polonaise, les Hongrois proposent aux Français et aux Polonais une aide contre l'Armée rouge en échange des territoires ruthènes de la Tchécoslovaquie et de concessions économiques à la France.
De plus, la hiérarchie catholique participe à cette politique de remise en cause des frontières du traité de Trianon; en effet, dès 1920, les responsables ecclésiastiques font savoir que la carte des diocèses ne tiendrait pas compte des modifications de frontières de 1919-1920, aussi bien dans le royaume des Serbes, Croates et Slovènes qu'en Roumanie,.
Enfin, dès 1921, des contacts sont noués au plus haut niveau de l'État avec des représentants de l'extrême-droite nationaliste allemande, regroupée à l'époque autour d'Erich Ludendorff.

### Une diplomatie au service de cette ambition
Durant la troisième décennie du XXe siècle, les diplomates hongrois tentent par de multiples initiatives, y compris en lien avec des initiatives françaises, de remettre en cause les termes du traité de Trianon, en tentant de s'insérer dans les différents projets destinés à intégrer économiquement, sous le patronage français, les pays issus de la monarchie danubienne ; cependant, face aux craintes des États successeurs, l'initiative échoue une première fois en 1921.

### L'armée royale hongroise au service de cette ambition
Durant toutes ces années, le gouvernement royal hongrois mène une politique de réarmement clandestin. En 1929, l'armée de l'air clandestine, camouflée derrière l'apparence d'une aviation civile pour un usage météorologique ou postale, compte 27 escadrilles et 1 174 soldats.
Au début des années 1930, l'armée de l'air secrète du royaume compte 80 avions de guerre, peu à même de faire face au millier d'avions réunis par les armées de l'air des pays de la petite Entente, ce déséquilibre obligeant le royaume à privilégier comme adversaire principal un seul des membres de cette alliance de revers, et à mettre au point une doctrine militaire basée sur le bombardement des infrastructures adverses afin d'affaiblir le dispositif militaire adverse.
Le 22 août 1938, la convention de Bled reconnaît au royaume de Hongrie la fin des contraintes pesant sur son appareil militaire, permettant au royaume de s'équiper de matériel militaire moderne.
Dans les mois qui suivent, le royaume modifie ses règlements militaires, insistant sur la nécessaire coordination entre les différentes armes, dans un contexte d'achats massifs aux pays de l'Axe.

### LesArbitrages de Vienne

La Hongrie en 1920 et en 1941

L'Allemagne nazie et l'Italie fasciste soutiennent les revendications hongroises concernant la récupération des territoires que le Traité du Trianon avait officiellement enlevé à la Hongrie.
Cependant, la récupération de territoires en Slovaquie est précédée d'une période de préparation de l'absorption de ces territoires, commencée dès 1921. Ainsi, dès le début des années 1930, les modalités de prise de contrôle des biens ecclésiastiques et Tchécoslovaquie sont au contre d'âpres négociations entre Hongrois et Slovaques.
Ainsi, lors de la crise des Sudètes, les diplomates du Reich tentent de déclencher une guerre entre la Hongrie et la Tchécoslovaquie, sans succès, Horthy et son gouvernement préférant une solution négociée au profit de la Hongrie ; le caractère négocié de cette solution permet cependant au chancelier allemand de faire monter les enchères, accélérant ainsi l'éclatement de la Tchécoslovaquie.
La Tchécoslovaquie ayant été abandonnée par les Occidentaux à Munich en septembre 1938, est très fortement affaiblie lorsque le Premier arbitrage de Vienne est signé le 2 novembre 1938 : à ce moment, des unités paramilitaires hongroises se sont déjà infiltrées en Slovaquie, qui, de son côté, aspire à l'indépendance vis-à-vis de Prague. Lors de la discussion de cet « arbitrage », les négociateurs hongrois, conduits par Pal Teleki et appuyés par la documentation réunie par ce dernier, justifient des revendications sur le Sud de la Slovaquie.
La Hongrie récupère ainsi la lisière méridionale de la Slovaquie que l'on appelle aussi Haute-Hongrie et la plaine de la Ruthénie subcarpatique où se trouvait la minorité hongroise de Tchécoslovaquie, soit 12 000 km2 avec 869 000 habitants dont 86,5 % sont Magyars. La frontière, dessinée sur une carte à très grande échelle, permet l'intégration au royaume de la quasi-totalité des agglomérations peuplées par des Magyars (même en minorité face aux Slovaques ou Ruthènes), à l’exception des communes majoritairement magyarophones proches de Bratislava, dont l'annexion aurait coupé la capitale slovaque, habitée elle-même par une vaste minorité magyare, de son arrière-pays.
En mars 1939, lorsque la Tchécoslovaquie est dissoute, la Hongrie occupe, avec l'accord de la diplomatie allemande, le reste de la Ruthénie subcarpatique, écrasant la milice de l'éphémère République d'Ukraine carpathique et annexe la région qui facilite l'irrigation de la plaine hongroise par le captage des ressources en eaux de cette région montagneuse
Enfin, le royaume reconnaît la nouvelle Slovaquie indépendante créée par l'Allemagne, mais les rivalités territoriales à lisière orientale de la Slovaquie dégénèrent en mars : la « guerre de Sztacsin et Szobránc » (également connue sous le nom de Petite Guerre).
En septembre 1940, c'est une guerre avec le royaume de Roumanie qui est évitée de justesse par le deuxième arbitrage de Vienne. En effet, à la faveur de la défaite française,, la partie Nord et Est de la Transylvanie, soit la moitié de la zone qui avait proclamé son union à la Roumanie le 1er décembre 1918, est récupérée par la Hongrie. Il s'agit d'une région de 43 492 km2, peuplée de 2 578 100 habitants dont la moitié est d'origine magyare. Le premier ministre Teleki, originaire de la région, garantit les droits des populations roumaines, redevenues minoritaires dans la partie Nord de la Transylvanie annexée par Budapest mais en pratique ces droits n'ont souvent pas été respectés. D'importants transferts de populations roumaines (220 000 personnes) et magyares (90 000 personnes) sont organisés en octobre 1940, lorsque le Reich inaugure une politique d'équilibre entre la Roumanie et la Hongrie qui se poursuit jusqu'en août 1944 lorsque la Roumanie finit par déclarer la guerre à la Hongrie et à l'Axe. Cet équilibre passe par la pérennité de l'équilibre issu des arbitrages, défendu par le Reich contre l'entreprenante politique étrangère roumaine, visant à isoler la Hongrie par la création d'une alliance en novembre 1941 entre la Roumanie, la Slovaquie et la Croatie : une manière de reconstituer une Petite Entente plus modeste dans le cadre de l'Axe.
À l'issue des deux arbitrages de Vienne, 2 300 000 Magyars de Transylvanie se trouvent à nouveau dépendants de la Hongrie et de son gouvernement. Pour beaucoup de Magyars, le bilan est grisant, les injustices du traité du Trianon sont réparées.

## Le royaume dans la guerre

Localisation du royaume de Hongrie (en vert) en Europe pendant la Seconde Guerre mondiale.

Pendant la période qui s'étend de l'entrée en guerre du royaume, jusqu'à son occupation en mars 1944, les responsables hongrois mènent, au sein de l'alliance allemande, une guerre souvent parallèle, conservant la chaîne de commandement de l'armée royale hongroise.

### L'adhésion au pacte tripartite
À la suite des arbitrages de Vienne, la Hongrie est amenée à payer le prix de son alliance en multipliant les gestes amicaux vis-à-vis de son puissant allié; cette politique d'alignement sur la politique révisionniste du Reich suscite cependant de fortes réserves des diplomates hongrois,.
Le 20 novembre 1940, sous la pression allemande, le premier ministre hongrois Pál Teleki adhère au pacte tripartite, manifestant ainsi symboliquement l'alignement du royaume sur le Reich. Le royaume devient donc alliée de l'Allemagne, de l'Italie et du Japon. En principe cet accord ne comporte pas l'obligation d'entrer dans les conflits en cours, mais seulement le devoir d'assistance en cas d'agression de la part d'un État non-belligérant.
Peu de temps auparavant, en octobre 1940, le premier ministre autorise l'armée allemande à traverser le pays pour le passage vers la Roumanie, tandis que le royaume achète du matériel militaire au Reich et à l'Italie; au fil du conflit, les demandes de livraison de matériel militaire se font de plus en plus pressantes et importantes. Dans le même temps, le royaume bénéficie également de mesures de prestige, comme la restitution des drapeaux pris par les Russes en 1849.

### La participation militaire au conflit
Le royaume, allié au Reich, se trouve, dès le printemps 1941, engagé dans de vastes opérations militaires aux côtés du Troisième Reich, au printemps 1941 contre la Yougoslavie, puis, à partir de l'été suivant, contre l'Union soviétique. Dans la dernière phase du conflit, les armées soviétiques et roumaines envahissent et occupent le royaume entre le mois de novembre 1944 et mars 1945.
En dépit du « traité d'amitié éternelle » avec la Yougoslavie, signé par Pál Teleki, alors premier ministre, avec le régent de Yougoslavie, le royaume participe, contre l'avis de son premier ministre, mais avec l'appui des chefs de l'armée à l'invasion de la Yougoslavie. En effet, Horthy déploie la troisième armée hongroise contre la Voïvodine yougoslave. La Hongrie occupe (ou récupère, dans l'esprit « révisionniste ») les districts de Muravidék (dans l'actuelle Slovénie), Medjimurje et Baranja (dans l'actuelle Croatie) et Bácska (dans l'actuelle Serbie). À l'issue d'opérations militaires sans risques, le royaumes annexe, en décembre 1941, les territoires occupés en avril. Une minorité magyare importante habite la Voïvodine (Bácska). L'occupation de la Voïvodine entre 1940 et 1944 fournit l'occasion de nombreuses atrocités perpétrées contre les populations serbes, roumaines, juives et tziganes. Ainsi, les responsables hongrois expulsent les colons serbes venus dans la région à l'époque des Confins militaires habsbourgeois (XVIIIe siècle) pour y implanter des colons magyars rapatriés de force de Bucovine dans le cadre des échanges de populations avec la Roumanie.
Quelques mois plus tard, lorsque les troupes allemandes envahissent l'Union soviétique, le 22 juin 1941, la Hongrie ne participe pas directement aux opérations, en dépit des multiples incidents frontaliers, parfois ridicules, mais le plus souvent tragiques, qui rythment la vie de la nouvelle frontière commune hongaro-soviétique entre octobre 1939 et juin 1941. D'ailleurs, Hitler n'avait pas exprimé de demande en ce sens. Cependant, de nombreux dirigeants politiques hongrois, ainsi que l'encadrement supérieur de l'armée étaient partisans d'une participation à cette guerre pour qu'une éventuelle révision des frontières de la Transylvanie ne se fasse pas au bénéfice de la seule Roumanie. Le 26 juin, le bombardement par l'aviation soviétique de la ville de Kassa fournit le prétexte de la participation hongroise aux opérations qui débutent par un combat aérien en Ukraine. Engagée dans une compétition avec la Slovaquie et la Roumanie pour obtenir les faveurs du Reich, La Hongrie déclare la guerre à l'URSS le 27 juin.
À partir du 1er juillet 1941, quelques milliers de soldats hongrois, regroupés dans l'unité d'élite de l'armée hongroise Gyorshadtest, en réalité deux divisions, attaquent la 12e armée soviétique et participent aux côtés des Allemands à la bataille d'Ouman, au cours de laquelle vingt divisions soviétiques sont mises hors de combat. Au total, ce sont 200 000 hommes que la Hongrie engage sur le Front de l'Est, intégrés pour la plupart au sein de la deuxième armée. Ces hommes sont assistés par 50 000 « auxiliaires » juifs sans armes et sans équipement d'hiver. Vingt mille d'entre eux y meurent à la suite de cet engagement.
Mécontent de l'alliance de plus en plus étroite avec l'Allemagne, Miklos Horthy pousse Bárdossy à la démission et le remplace par Miklós Kállay, un vieux conservateur qui avait participé au gouvernement d'István Bethlen. Kállay poursuit la politique de Bárdossy d'alliance avec l'Allemagne contre l'Armée rouge, mais en même temps, il entre secrètement en contact avec les Alliés occidentaux, dès la fin de l'année 1941,.
Lors de la bataille de Stalingrad, la 2e armée hongroise subit de terribles pertes. La percée soviétique sur le Don coupe en deux les unités hongroises, privées d'un soutien aérien efficace. Peu après la bataille de Stalingrad, en janvier 1943, la 2e armée hongroise a alors pratiquement cessé d'exister comme unité militaire : le royaume a alors perdu la moitié de son armée et ses pertes ont été aggravées par l'attitude des soldats allemands et roumains durant la retraite : les premiers se retirent en priorité, sacrifiant leurs alliés pour sauver leurs propres unités et le maximum de matériel ; une partie importante des seconds, avec les généraux Nicolae Cambrea (en) et Mihail Lascăr (en), passent du côté Soviétique plutôt qu'être faits prisonniers,. Tout cela pousse le régent à retirer progressivement les troupes hongroises engagées contre l'Union soviétique durant l'été 1943.
À partir du printemps 1944, la Hongrie se trouve à portée des escadrilles de bombardiers américains basés à Foggia en Italie, et ne peut s'opposer efficacement à la campagne alliée de bombardements stratégiques dont elle est la cible, ses escadrilles de chasse ne pouvant rivaliser ni avec les forteresses volantes américaines, ni avec l'aviation soviétique à longue portée.
À partir du mois d'octobre, à la suite des succès soviétiques de l'été, le territoire du royaume est directement envahi par les armées soviétiques et roumaines désormais alliées, alors que les unités hongroises, encouragées par les appels de la guerre totale du nouveau régime Szálasi, épaulées par des unités allemandes, ménent d'âpres combats pour tenter d'empêcher l'Armée rouge de menacer directement Budapest et de contrôler les richesses du pays.
Dès la fin décembre 1944, la bataille de Budapest (préalablement évacuée par le gouvernement) débute. Le 22 décembre, une assemblée provisoire réunie à Debrecen élit un gouvernement rival dirigé par Béla Miklós : soutenu par les Soviétiques, ce contre-gouvernement dispute à celui de Szálasi la souveraineté sur le pays, et gagne bientôt du terrain ; le 20 janvier 1945, ce gouvernement signe un avenant à l'armistice du 11 octobre, déclarant la guerre au Reich.
La conquête militaire du territoire du royaume n'est pas aisée, en raison de l'acharnement des combats et du renforcement constant des unités allemandes présentes sur place, à la demande directe de Hitler,.
Le contrôle effectif du régime fasciste hongrois se réduit bientôt à un quart du territoire (gouvernement de Veszprém) : le 22 novembre, l'évacuation du gouvernement et des deux Chambres à Kőszeg se termine, tandis que Szálasi et ses collaborateurs les plus proches s'installent à Farkasgyepű (comitat de Veszprém), puis le 21 décembre à Kőszeg, avant de quitter finalement le pays pour le Sud de l'Allemagne le 29 mars.
La capitale se trouve alors la ligne de front, directement menacée par les unités soviétiques et roumaines. Rapidement encerclée, la ville, abandonnée par le gouvernement, vit alors dans une situation anarchique, favorisant les exécutions sommaires des Juifs restés sur place et des opposants supposés au régime fasciste hongrois. Le siège de la capitale se termine avec la reddition de la ville, le 13 février 1945, après d'âpres combats de rue. Cependant, les combats ne cessent pas sur le territoire du royaume, les unités allemandes menant dans l'ouest du pays de durs combats d'arrière-garde afin de préserver la frontière du Reich et de permettre au Reich de conserver ses dernières sources d'approvisionnement en pétrole.
Une dernière contre-offensive germano-hongroise, rendue possible par le constant renforcement allemand sur le territoire du royaume, est ainsi lancée le 6 mars contre l'Armée rouge autour du lac Balaton. En dépit d'indéniables succès initiaux, l'offensive s'essouffle au terme d'une avancée dans les positions soviétiques de 20 à 30 kilomètres
Les dernières troupes allemandes évacuent le pays le 4 avril, à l'issue de combats de diversion, destinés à empêcher la concentration des troupes allemandes sur l'Oder. Les débris de la troisième armée hongroise sont anéantis entre le 16 et le 25 mars 1945. Les membres du gouvernement d'unité nationale s'enfuient avec l'armée allemande en déroute.

### Aspects économiques
Cette participation hongroise au conflit aux côtés de l'Axe a bien entendu d'importantes conséquences économiques.
Ses conséquences sont avant tout monétaires : le pays connaît alors une inflation annuelle de 70 % entre 1941 et 1942, tandis que le Mark voit son cours constamment réévalué.
De plus, la balance commerciale avec le Reich étant rapidement systématiquement excédentaires, le gouvernement du Reich promet un apurement des créances à l'issue du conflit. Ainsi les livraisons au Reich sont systématiquement financées par le biais du déficit commerciale du Reich au profit du royaume, générant des soldes positifs du clearing, en vertu des accords commerciaux signés durant les années 1930. Ces excédents sont partiellement payés par des transferts de métaux précieux à la Banque des règlements internationaux, issus du compte de la Reichsbank et à destination de la banque centrale hongroise, afin de rémunérer l'implication indirecte du royaume dans le conflit.
À partir de 1941, le royaume fournit également de la main d’œuvre au Reich, sous la forme de volontaires pour le travail dans le Reich. L'invasion de l'Union soviétique fournit également l'occasion d'employer une main d’œuvre juive forcée, dans le cadre de bataillons de travail, envoyés sur le front sans équipement contre le froid, ou loués à l'organisation Todt pour l'exploitation des mines de cuivre de Bor.

### Tentatives de négociations avec les Alliés
À partir de la fin de l'année 1942, le gouvernement hongrois tente de mener des négociations avec les Alliés, en vue d'obtenir la cessation des hostilités entre le royaume et ces derniers. Ainsi, à partir du débarquement allié en Afrique du Nord, le président du conseil fait sonder les Alliés.

### L'invasion de la Hongrie
Les négociations secrètes avec les Britanniques et les Américains se poursuivent mais Hitler finit par être informé du double-jeu de Kállay. À partir de la fin de l'année 1943, les diplomates en poste à Budapest, craignant que la Hongrie ne conclue une paix séparée, suggèrent que le royaume soit davantage lié au Reich. Hitler décide donc d'occuper la Hongrie en mars 1944 (Opération Margarethe). Horthy reste en résidence surveillée dans un château alors qu'un chaud partisan des nazis, Döme Sztójay, devient premier ministre sous la tutelle d'un plénipotentiaire disposant des pleins pouvoirs, Edmund Veesenmayer. Kállay ne réussit pas à organiser la résistance. La mise au pas est effectuée dans tous les secteurs : armée, presse, etc., jusqu'à la direction de l'Opéra.
Mais l'administration hongroise reste sous le contrôle d'un gouvernement hongrois qui dépend toujours du régent Horthy, progressivement écarté du pouvoir. Le fonctionnement sans accroc de cette administration, de la police et de l'armée permet aux Allemands de limiter à quelque 50 000 hommes les effectifs des unités d'occupation.
Dès le 20 mars, les modalités pratiques de l'occupation sont fixées par l'accord de Jüteborg (dans la banlieue de Berlin), passé entre le nouveau gouvernement hongrois et le Reich. Soucieux à tout prix de se concilier les germanophiles hongrois, les négociateurs allemands laissent à la charge du Reich, contrairement à ce qui s'est passé en Italie quelques mois plus tôt, les frais d'occupation du pays. Si les modalités économiques de l'occupation demeurent plus favorables au royaume que dans les autres pays occupés par le Reich, la prise de contrôle de l'économie par le Reich devient prégnante : durant l'été 1944, la SS, sous couvert d'aryanisation prend le contrôle de la principale entreprise d'armement du pays, l'entreprise Manfred-Weiss.
Dans le même temps, le royaume est mis en défense, des infrastructures militaires étant érigées par une partie des Juifs raflés dans les jours précédents.

### Mise en œuvre de laShoah

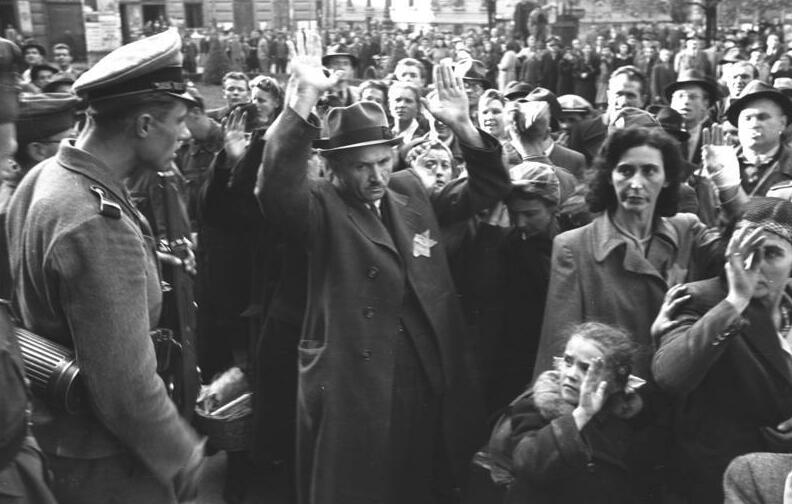
Arrestations de Juifs à Budapest

Le gouvernement hongrois a eu vis-à-vis des populations juives sous son contrôle une attitude différente selon leurs statuts antérieurs. S'agissant des Juifs hongrois avant 1939 (475 000 personnes), il a ralenti la mise en œuvre de leur déportation, ce qui a fourni au gouvernement du Reich l'un des prétextes à l'occupation du royaume en 1944. La déportation des Juifs hongrois vers les camps d'extermination du Gouvernement Général prend alors une nouvelle intensité. Depuis le gouvernement de Kállay, les Juifs sont victimes de persécutions économiques et politiques, mais une large partie d'entre eux, notamment ceux de Budapest n'est pas concernée par la solution finale ; cependant, le nombre de Juifs dans le royaume est précisément connu, grâce à la mise en œuvre de statistiques raciales : en 1941 ils sont 825 000, dont 475 000 de nationalité hongroise. En fait, sans doute influencé par sa famille et ses amis, particulièrement Bethlen, Horthy n'avait pas cédé aux pressions nazies de procéder à la « solution finale » au détriment des Juifs citoyens hongrois.
En revanche, les 350 000 juifs (pourtant en majorité magyarophones) devenus citoyens tchécoslovaques, roumains ou yougoslaves en 1920, par le traité de Trianon, ne sont pas devenus citoyens hongrois en 1939 et en 1940 lorsque le royaume récupère, par les Arbitrages de Vienne, les territoires où il vivaient : ils sont dès lors apatrides et ne bénéficient d'aucune protection face aux exigences allemandes. De juillet 1940 à août 1944, la plupart des Juifs hongrois sont déportés vers le Gouvernement Général ou le Reichskommissariat de l'Ukraine où ils sont massacrés par l'occupant allemand. Ces Juifs apatrides étaient particulièrement nombreux en Ruthénie subcarpathique prise à la Tchécoslovaquie en 1939 (200 000 personnes), qui formait une région autonome à statut spécial au sein du royaume et n'était pas soumise à la loi des comitats civils locaux (Ung, Bereg et Maramaros) : les juifs y furent d'abord groupés en ghettos, une partie fut massacrée sur place par les militaires (« Shoah par balles », 50 000 personnes), une autre déportée en Galicie sous contrôle allemand (70 000 personnes)[réf. souhaitée], une autre encore emmenée comme esclaves de l'armée hongroise dans la campagne contre l'URSS (60 000 personnes, dont 50 000 y périrent)[source insuffisante][réf. souhaitée]. Les 150 000 juifs de Transylvanie du Nord prise à la Roumanie en 1940, connaissent le même sort (20 000 sont massacrés sur place par les manteaux noirs, milices hongroises locales ; 40 000 sont mis aux travaux forcés de terrassement ou bûcheronnage par l'armée ; 90 000 sont déportés en Ruthénie et de là, livrés aux Allemands convoi par convoi, selon leurs demandes, jusqu'à ce que l'entrée de l'Armée rouge dans le « Gouvernement général » interrompe le génocide). Beaucoup de Juifs apatrides livrés par la Hongrie aux nazis furent assassinés par des détachements d'Einsatzgruppen autour de Kamianets-Podilskyï[réf. souhaitée].
En août 1941, László Bardossy promulgue la « Troisième loi juive » qui interdit aux non-Juifs le mariage et les relations sexuelles avec des Juifs. Six mois après les premiers assassinats de Kamenets-Podolski, en représailles d'actes de résistance, les troupes hongroises massacrent 3 000 otages serbes et juifs en Voïvodine, près de Novi Sad. Les pogroms menés par les forces hongroises dans les territoires annexés aux dépens de la Tchécoslovaquie, de la Roumanie et de la Yougoslavie choquent l'opinion publique hongroise, obligeant Kallay à diligenter une enquête.
L'arrivée de la Wehrmacht dans le royaume en mars 1944 renforce la politique antisémite menée par le régime, qui l'applique désormais à tous les Juifs sans distinction, y compris les 475 000 Hongrois avant-guerre, dont 63 000 avaient alors déjà été exterminés. Dès le 12 mars, un « conseil juif » est mis en place, et le 7 avril, l’étoile jaune, préalable aux déportations, est rendue obligatoire, à l'instigation du colonel SS Adolf Eichmann : en province, rapidement des rafles sont effectuées et les Juifs sont regroupés dans des ghettos. En outre, dès le mois de mai, les Juifs de province sont rapidement déportés vers Auschwitz ; ils sont tous gazés à leur arrivée, des déportés ont laissé des souvenirs de la crémation des corps.
Après mars 1944, et l'occupation de la Hongrie par les Allemands, Horthy est mis sous résidence surveillée alors qu'Adolf Eichmann met en place des déportations massives de Juifs vers les camps de la mort, faisant des Juifs du royaume la dernière population juive déportée en masse pendant le conflit. Entre le 15 mai et le 9 juillet, près de 440 000 Juifs sont déportés, en très grande majorité vers Auschwitz, dans le cadre de l'Aktion Höss. Le 6 juillet 1944, Horthy, en butte aux demandes de la Croix-Rouge, du pape Pie XII, du roi de la Suède et des représentants des Églises catholique et protestantes, met un terme aux déportations des juifs du royaume.
C'est dans ce contexte qu'a lieu le sauvetage, aux circonstances plus tard controversées, de 1 684 Juifs par les négociations menées par Rudolf Kastner avec les SS. Pendant cette période, le sauvetage des Juifs de Hongrie se trouve au centre de nombreuses négociations, entre Eichmann, les organisations juives et les alliés occidentaux, dans le cadre d'un troc, mais les Allemands se servent de ces négociations, véritable jeu de dupes, pour diviser les Alliés. Dans le même temps, des transports de Juifs hongrois, soumis à rançon dans des circonstances troubles, sont organisés vers la Suisse via Bergen-Belsen (tous ceux qui en bénéficièrent parvinrent effectivement en Suisse à la fin de l'été).
En août 1944, Horthy remplace Sztójay par le général anti-fasciste Géza Lakatos. Le ministre de l'Intérieur de Lakatos, Béla Horváth[réf. souhaitée], donne l'ordre aux gendarmes d'empêcher la déportation de tout citoyen hongrois.
En octobre, à la faveur de l'accession au pouvoir des Croix fléchées, les exactions reprennent, tempérées dans Budapest, encerclée par les unités soviétiques, par l'action de diplomates de pays neutres (comme le Suédois Raoul Wallenberg, mais aussi des Espagnols, Portugais et Suisses) et du nonce apostolique.
Le bilan est que sur les 825 000 résidents dans la Hongrie agrandie de 1941, seulement 255 000 survivront à la Shoah dont 190 000 vivaient sur le territoire qui était celui de la Hongrie entre 1920 et 1938. Sous l'occupation allemande, un peu plus de 500 000 sont victimes de la Shoah[source insuffisante][réf. souhaitée]. La plus forte proportion de victimes concerne les communautés traditionalistes pacifistes (hassidim et loubavitch de Ruthénie, presque intégralement exterminées) ; la plus faible les juifs Budapestois. 28 000 Roms de Hongrie sont également tués, ainsi que quelques milliers d'homosexuels et quelques centaines de francs-maçons[réf. incomplète][réf. souhaitée].

### Prise de pouvoir par les fascistes hongrois
En septembre 1944, les forces soviétiques franchissent la frontière hongroise, tandis que l'armée hongroise, encore soutenue par la Wehrmacht positionnée en Roumanie, tente de se saisir de la totalité de la Transylvanie.
Le 11 octobre, un armistice est signé avec l'Union soviétique, que le régent Horthy annonce le 15 à la radio, mais l'armée hongroise, ignorant l'armistice, continue de se battre contre l'Armée rouge et l'armée roumaine. Les Allemands, qui disposent à ce moment d'un million de soldats dans les Balkans, dont la retraite pourrait être coupée, lancent alors l’opération Panzerfaust: un commando allemand s'empare du fils de Horthy, forçant ainsi le père à abroger l'armistice, à dissoudre le gouvernement Lakatos et à abdiquer au projet du chef des Croix fléchées, Ferenc Szálasi, écarté dans un premier temps.
Horthy abdique, sous la pression allemande, et Szálasi devient le 16 octobre premier ministre du « Gouvernement d'unité nationale », avec le soutien d'une partie importante de l'armée. Les Croix fléchées maintiennent cependant la monarchie comme forme officielle de gouvernement, le nom officiel du pays demeurant royaume de Hongrie,. Le 3 novembre, Szálasi est nommé Chef de l'État avec le titre de « Chef de la Nation » (Nemzetvezető).
Le régime mis en place à partir du 16 octobre tente de renouer avec la fiction d'un État destiné à être pérenne, ordonnant le maintien de certaines des traditions qui se sont maintenues en dépit des crises qu'a traversées le pays en 1919: ainsi, sont prévus pour la publication un certain nombre de recueils statistiques élaborés par l'institut statistique du royaume, mais le contexte politique et militaire oblige le gouvernement hongrois à surseoir à leur publication, Les statistiques de l'État étant publiées à nouveau en 1946.
Dès le 17 octobre, le général Béla Miklós, chef de la première armée hongroise et hostile à l'alliance avec l'Allemagne, prend contact avec les Soviétiques et s'exprime à la radio, appelant les troupes hongroises à la défection.

## Fin du royaume de Hongrie et conséquences de la guerre
La conquête du royaume par les troupes soviétiques entraîne un changement de régime, à la faveur de l'entrée dans le gouvernement de membres du Parti communiste hongrois, alors extrêmement minoritaire, tandis que les minorités germaniques, souvent présentes depuis plusieurs siècles, sont expulsées vers l'Autriche et l'Allemagne.

### Expulsion des Volksdeutsche
Dès le mois de décembre 1944, les Alliés souhaitent le rapatriement des Volksdeutsche de Hongrie vers l'Allemagne ; ainsi, 700 000 d'entre eux sont expulsés vers le Reich à partir du mois de juin 1945.

### Abolition de la monarchie
Après le départ pour l'Autriche du gouvernement mis en place par les Croix fléchées en octobre 1944, la Hongrie connaît une période de transition, présidée par le gouvernements provisoire dirigé par Béla Miklós, puis par Zoltán Tildy. Un Haut conseil national, composé de représentants des diverses tendances politiques, est mis en place dès janvier 1945 pour assurer collectivement la tête de l'État. Ernő Gerő, représentant du Parti communiste hongrois, en fait partie. À l'hiver 1945 ont lieu des élections, qui voient la défaite des communistes, mais les représentants de ces derniers obtiennent des postes clés dans le nouveau gouvernement issu de ces élections, facilitant la mise en œuvre d'une réforme agraire. Zoltán Tildy forme en novembre un gouvernement de coalition. Le leader communiste Mátyás Rákosi intègre le conseil en décembre. Le 1er février 1946, la monarchie hongroise est officiellement abolie et une nouvelle république est alors proclamée.

### En 1947, une deuxième paix de défaite
En dépit d'incidents armés au cours de l'année 1946, le pays, encore officiellement en guerre, n'est plus le théâtre d'affrontements depuis la retraite allemande en mars 1945.
En signant le traité de Paris, en 1947, la Hongrie doit officiellement accepter la perte de tous les territoires qu'elle avait récupérés entre 1938 et 1941, retrouvant ainsi ses frontières de 1937. « Les décisions de l'arbitrage de Vienne du 2 novembre 1938 sont déclarées nulles et non avenues », stipule le traité de paix avec la Hongrie. La moitié de la minorité allemande, soit 240 000 personnes, est déplacée en Allemagne en 1946-48, en même temps qu'un échange forcé de population est effectué entre la Hongrie et la Tchécoslovaquie. L'URSS annexe la Ruthénie subcarpatique, aujourd'hui encore partie intégrante de l'Ukraine. Enfin, le traité de Paris octroie à l'Union soviétique de substantielles indemnités de guerre.